# Кинтанилья, Хосе Антонио
Хосе́ Анто́нио Кинтани́лья Эскоба́р (исп. José Antonio Quintanilla Escobar; 29 октября 1947, Сонсонате — 1977, Ауачапан) — сальвадорский футболист, играл на позиции полузащитника, участник чемпионата мира 1970 года. Кинтанилья известен, как автор победного гола в ворота сборной Гондураса, который привёл к шестидневной «Футбольной войне» с Гондурасом.

## Биография

### Клубная карьера
Кинтанилья основную часть футбольной карьеры играл за «Альянсу», в составе которой в 1966 и 1967 годах выиграл два чемпионских титула, а также Кубок чемпионов КОНКАКАФ 1967 года.
В 1970 году Кинтанилья перешёл в «Атлетико Марте», с которым в 1970 году завоевал свой третий чемпионский титул. В 1971 году Кинтанилья перешёл в «Эксельсиор», в котором играл два сезона. В последующие годы Кинтанилья играл за «Альянсу» и «Онсе Мунисипаль», который стал для него последним клубом в жизни.

### Карьера в сборной
В составе сборной Сальвадора Кинтанилья принимал участие на олимпийском турнире 1968 года, где сыграл во всех трёх матчах группового этапа, два из которых завершились поражениями сальвадорцев.
26 июня 1969 года Кинтанилья забил решающий и победный гол на 101-й минуте в матче отбора на чемпионат мира со сборной Гондураса; матч завершился со счётом 3:2. Гол Кинтанильи привёл к тому, что 14 июля начался шестидневный вооружённый конфликт между двумя странами, который стал известен как «Футбольная война». Другие источники называют автором решающего гола «Пипо» Родригеса.
Принимал участие на чемпионате мира 1970 года, где сыграл в двух матчах группового этапа со сборными Бельгии (0:3) и Мексики (0:4). Всего за сборную Сальвадора сыграл 22 матча, в которых забил 1 гол.

### Гибель
Кинтанилья погиб в 1977 году в ДТП, когда на своём автомобиле ехал на тренировку «Онсе Мунисипаль».

## Достижения
«Альянса»
- Чемпион Сальвадора (2) : 1965/66, 1966/67
- Победитель Лиги чемпионов КОНКАКАФ (1) : 1967

«Атлетико Марте»
- Чемпион Сальвадора (1) : 1970